# Compsidolon salicellum
Compsidolon salicellum is een wants uit de familie van de blindwantsen (Miridae). De soort werd het eerst wetenschappelijk beschreven door Gottlieb August Wilhelm Herrich-Schäffer in 1841.

## Uiterlijk
De langwerpige grijs-witte wants kan 3 tot 3,5 mm lang worden, is altijd langvleugelig (macropteer) en is bedekt met zilver- en geel-witte haartjes. De antennes en poten zijn lichtgeel, de dijen zijn donkerder en de schenen hebben zwarte stekeltjes en puntjes.

## Leefwijze
De soort kent één generatie per jaar en overwintert als eitje. De volwassen dieren zijn te vinden van juni tot oktober langs bosranden en houtwallen, voornamelijk op hazelaar (Corylus avellana). Naast sap leeft de wants ook van mijten (Acari) en bladluizen (Aphidoidea).

## Leefgebied
De wants komt vrij algemeen voor in Nederland, met uitzondering van de kustgebieden en het noorden. Verder strekt het verspreidingsgebied zich uit van het Palearctisch gebied tot in China en is de wants ook terecht gekomen in Noord-Amerika.